# WLKM-FM
Koordinaten: 41° 55′ 41″ N, 85° 38′ 18″ W
WLKM-FM ist ein US-amerikanischer Hörfunksender aus Three Rivers im US-Bundesstaat Michigan. WLKM-FM sendet Rockmusik der 60er-, 70er- und 80er-Jahre und kann auf der UKW-Frequenz 91,5 MHz empfangen werden.